# Стеншув (Лодзинське воєводство)
Стеншув (пол. Stęszów) — село в Польщі, у гміні Ґідле Радомщанського повіту Лодзинського воєводства.
Населення — 217 осіб (2011).
У 1975-1998 роках село належало до Ченстоховського воєводства.

## Демографія
Демографічна структура станом на 31 березня 2011 року:
|          | Загалом | Допрацездатний вік | Працездатний вік | Постпрацездатний вік |
| -------- | ------- | ------------------ | ---------------- | -------------------- |
| Чоловіки | 116     | 25                 | 81               | 10                   |
| Жінки    | 101     | 15                 | 61               | 25                   |
| Разом    | 217     | 40                 | 142              | 35                   |